# Carola Neher
Pour les articles homonymes, voir Neher.
 (août 2023).
Si vous disposez d'ouvrages ou d'articles de référence ou si vous connaissez des sites web de qualité traitant du thème abordé ici, merci de compléter l'article en donnant les références utiles à sa vérifiabilité et en les liant à la section « Notes et références ».
Carola Neher (née le 2 novembre 1900 à Munich, morte le 26 juin 1942 à Sol-Iletsk en Union soviétique) est une actrice allemande, qui a connu la renommée dans le Berlin du début des années 1930. Fuyant le régime nazi, elle se réfugie en Union soviétique, où le régime stalinien l'envoie mourir au goulag dans le cadre des Grandes Purges.

## Biographie

### Carrière
Carola Neher naît à Munich en 1900, fille d'un professeur de musique et d'une cabaretière. Après avoir fait des études secondaires en école de commerce (« Handelsschule »), elle travaille comme employée de banque entre 1917 et 1919.
Sans formation artistique, elle joue à partir de l'été 1920 et jusqu'en 1922 au théâtre de Baden-Baden (en), puis à Darmstadt et à Nuremberg. Elle est finalement engagée au Kammerspiele de Munich, théâtre très coté, mais elle n'y obtient de cachet que pour des petits rôles. En 1924 elle rejoint à Breslau le théâtre de Theodor Lobe (de), où jouent alors également Therese Giehse et Peter Lorre. C'est ici qu'elle rencontre le poète Klabund (Alfred Henschke), venu de Munich, avec qui elle se marie le 5 mai 1925. Klabund, malade des poumons, de dix ans son aîné, était déjà alors un poète lyrique renommé. La création de sa pièce Le Cercle de craie (Der Kreidekreis) (de) à Meißen constitue le premier grand succès de Carola Neher.
Elle monte à Berlin en 1926, où elle collabore avec Bertolt Brecht. En 1928, alors qu'elle fait ses essais pour le rôle de Polly dans L'Opéra de quat'sous de Brecht, Klabund est emporté par la tuberculose à Davos, raison pour laquelle elle ne participe pas à la légendaire première de la pièce. Ce n'est qu'en mai 1929 que Carola Neher reprend le rôle, lors de la tournée qui suit le succès originel. Elle enregistre également cette année-ci les chansons Die Seeräuber-Jenny (en) et Barbara Song.
Dans les années qui suivent, Brecht écrit pour elle le rôle de la salutiste Lilian Holiday dans Happy End et le rôle-titre de Sainte Jeanne des Abattoirs. En 1931 elle joue dans l'adaptation cinématographique de L'Opéra de quat'sous, toujours dans le rôle de Polly. La même année, elle rencontre à nouveau le succès avec sa Marianne des Légendes de la forêt viennoise d'Horváth et dans la revue Ich tanze um die Welt mit dir de Friedrich Hollaender.
Après une liaison avec le chef d'orchestre Hermann Scherchen, elle se remarie en 1932 avec l'ingénieur d'origine roumaine Anatol Becker. En 1933, Neher, devenue proche du KPD, signe une pétition contre Hitler, en compagnie d'autres artistes. Toutefois, elle décide au printemps de quitter l'Allemagne. Elle part pour Prague avec Anatol Becker, où elle joue au Neuen Deutschen Theater dans le Pygmalion de Shaw et dans La Mégère apprivoisée de Shakespeare. En 1934, elle émigre en Union soviétique. Arrivée à Moscou, elle rejoint la Kolonne Links, troupe d'agitprop dirigée par Gustav von Wangenheim. Son fils Georg naît le 26 décembre 1934. Neher travaille comme journaliste, fait des récitations et donne des cours d'art dramatique. Son espoir initial de voir sa carrière dans le cinéma rebondir en Union soviétique ne s'accomplit pas.

### Emprisonnement et mort
Le 25 juillet 1936, elle est arrêtée avec son mari dans le cadre des Grandes Purges, sur dénonciation de Gustav von Wangenheim. Becker est condamné en 1937 pour trotskisme, Neher écope de dix ans de camp de travail. Elle décède cinq ans plus tard dans le camp de Sol-Iletsk près d'Orenbourg, emportée par le typhus.
La thèse de Reinhard Müller, appuyée sur des documents d'époque, selon laquelle Neher et son mari furent dénoncés comme trotskistes par Gustav von Wangenheim, est par la suite remise en question par le fils de ce dernier, Friedel von Wangenheim (de), la considérant comme partiale et inexacte. Le fils de Von Wangenheim indique que son père, lui-même emprisonné par le NKVD pour « menées monarchistes », a dû signer sa lettre d'accusation, dans laquelle Carola Neher se trouve être dénoncée comme « élément anti-soviétique ». Il va jusqu'à refuser de signer la partie dans laquelle Neher et Becker étaient accusés de planifier l'assassinat de Staline. Même les écrits de Müller portent à réflexion, car le texte de l'acte de condamnation de Carola Neher comporte la mention de son rôle d'intermédiaire pour Erich Wollenberg (de), pour lequel elle assurait des livraisons de courriers aux membres d'organisations terroristes contre-révolutionnaires de Moscou. La lettre d'accusation de von Wangenheim rédigée par le NKVD, elle, n'est pas mentionnée, et ne semble jouer aucun rôle dans l'accusation, aussi parce que celle-ci était censé rester secrète. Von Wangenheim est également absent de la liste des témoins du procès de Carola Neher, contrairement à Anatol Becker, Hermann Taubenberger (de) et Abram Rosenblum.

### Abandonnée à son sort?
Certains auteurs ont porté l'accusation sur Bertolt Brecht. Celui-ci, en sa qualité de célèbre écrivain allemand émigré, aurait pu intercéder en faveur de Carola Neher après l'arrestation de cette dernière. Il s'est toutefois abstenu de le faire, ce dont l'accusent certains de ses contemporains. Ainsi, le leader trotskiste Walter Held (de) accuse Brecht, alors que celui-ci vit au Danemark, au sujet de son silence :

« Le chapitre le plus triste et le plus honteux dans cette sanglante tragédie [le meurtre de Carola Neher et des autres émigrés] est la position qu'a tenue l'émigration allemande officielle face au destin de leurs compagnons qui ont choisi de rejoindre l'Union soviétique. Le « Front populaire » allemand, à savoir messieurs Heinrich et Thomas Mann, Bertolt Brecht, Lion Feuchtwanger, Arnold Zweig, la Weltbühne, la Pariser Tageszeitung (de), la Volkszeitung, […] tous, tous se sont terrés dans leur mutisme. Vous, monsieur Brecht, avez connu Carola Neher. Vous savez qu'elle n'était ni une terroriste ni une espionne, mais une vaillante personne et une grande artiste. Alors pourquoi vous taisez-vous ? Parce que Staline paye la publication de votre Das Wort, journal le plus mensonger et le plus idiot qui ait jamais été publié par des intellectuels allemands ? Mais où donc trouvez-vous encore le courage de protester contre les meurtres hitlériens de Liese Hermann, Edgar André (en) et Hans Litten ? Pensez-vous vraiment que c'est avec des mensonges, de la servilité et de la petitesse que les portes des prisons du Troisième Reich pourront sauter ? »

— Walter Held, « Stalins deutsche Opfer und die Volksfront », octobre 1938.
De la même façon, Margarete Buber-Neumann témoigne plusieurs décennies plus tard dans ses mémoires Déportée à Ravensbrück. Avant son expulsion vers l'Allemagne nazie, elle avait rencontré Carola Neher dans la prison moscovite de Boutyrka, et s'était liée d'amitié avec elle. À cette époque, Carola Neher avait déjà tenté d'attenter à sa vie dans l'enfer de la Loubianka, torturée surtout par la séparation d'avec son jeune fils. Après douze jours partagés, Buber-Neumann est envoyée pour son voyage de retour en Allemagne.

« Lorsque je l'ai prise dans mes bras, elle sanglotait « je suis perdue… » Ce sont les derniers mots que j'ai entendus d'elle. Je ne la revis plus jamais. Bert Brecht, son ami et son collègue, interrogé au sujet du destin de Carola Neher, répondit de nombreuses années plus tard qu'elle était à la tête d'un théâtre pour enfants à Leningrad et que ça allait bien pour elle. Il ne parla pas de ses années en détention. La véracité de sa réponse est plus que douteuse. »

— Margarete Buber-Neumann, Déportée à Ravensbrück.
Sabine Kebir (de) quant à elle détaille les démarches de Brecht auprès de Lion Feuchtwanger pour obtenir des informations au sujet de Carola Neher. Très précautionneusement, évitant toute critique du système judiciaire soviétique (« ohne die Arbeit der Justizbehörden zu erschweren ») et citant l'exemple de Maxime Gorki, qui avait intercédé en faveur d'artistes et de scientifiques, il avait tenté de décider Feuchtwanger à « s'enquérir de Neher auprès du secrétariat de Staline ». Selon Kebir, il s'agit d'une démarche intéressée également vis-à-vis du prestige de l'Union soviétique, vu « la renommée dont elle jouit en Allemagne, en Tchécoslovaquie et en Suisse ». Brecht renouvelle sa demande auprès de Feuchtwanger en mai 1937. Feuchtwanger répond le 30 mai qu'il n'avait pas reçu la première lettre de Brecht. Il écrit, au sujet de l'emprisonnement de Carola Neher, « Carola Neher était enfermée, lorsque j'étais à M. [Moscou]. Elle semble être impliquée dans un complot perfide avec son mari. Je n'en connais pas les détails ». Brecht affirme également dans un projet de lettre qu'il a entrepris d'autres démarches pour avoir des nouvelles de Carola Neher. « Je n'ai reçu aucune réponse à mes demandes, ce qui me contrarie ».

## Postérité
Depuis 1992, on trouve dans le quartier berlinois de Hellersdorf une Carola-Neher-Straße. C'est également le cas à Munich depuis le 15 novembre 2013, sur une décision datée de septembre 2011,.
Le fils de Carola Neher, Georg, qui n'a pas revu sa mère après son arrestation, est revenu vivre en Allemagne en 1975. Lichtfilm GmbH, en collaboration avec la WDR, a tourné un documentaire sur les efforts qu'il fit vers 1990, époque de fin de l'Union soviétique, pour retrouver les dernières traces de sa mère. Ses recherches le conduisirent à Moscou, à Sol-Iletsk où sa mère fut détenue, et à Berlin.
En 1995, Jorge Semprún crée à Weimar sa pièce Bleiche Mutter, zarte Schwester, dans le cimetière militaire soviétique du Belvédère (de) à Weimar, au pied du château du Belvédère ; le double rôle de Carola Neher / Iphigénie est incarné par Hanna Schygulla, sous la direction de Klaus Michael Grüber. La pièce inspire par la suite une autre pièce, publiée cette fois-ci en français, Le Retour de Carola Neher, parue en 1998.
Dans son livre autobiographique Le Vertige, Evguénia Guinzbourg raconte sa rencontre en 1937 avec Carola Neher Henschke à la Boutyrka (chapitre « le baptême de la Boutyrka ») puis dans « Le wagon Stolypine » les déportant à Iaroslavl.

## Rôles

### Théâtre (premier rôle)
- Le Cercle de craie (de) (titre original en allemand : Der Kreidekreis ; 1925, Klabund) : Hai-Tang
- Sainte Jeanne des Abattoirs (titre original en allemand : Die Heilige Johanna der Schlachthöfe ; 1930, Bertolt Brecht) : rôle-titre
- Légendes de la forêt viennoise (titre original en allemand : Geschichten aus dem Wiener Wald ; 1931, Ödön von Horváth) : Marianne
- Happy End (Bertolt Brecht) : Lilian Holiday

### Film
- 1922 - Mysterien eines Frisiersalons : une connaissance du docteur Moras, au café
- 1931 - L'Opéra de quat'sous : Polly

### Vidéographie
: document utilisé comme source pour la rédaction de cet article.
- [vidéo] (de) Carola Neher, de Wolfgang  Bergmann, Lichtfilm/WDR, 1990. Documentaire pour la télévision.
- [vidéo] (de) Traum und Abgrund - Die Schauspielerin Carola Neher (1900–1942), de Marianne  Thomas, SWR2, coll. « SWR2 Wissen », 2012 [présentation en ligne]. Documentaire pour la télévision, diffusé le 28 septembre 2012.